# Sally's Cove
Sally's Cove is een gemeente (town) in de Canadese provincie Newfoundland en Labrador.

## Geschiedenis
In 1968 werd het dorp een gemeente met de status van local government community (LGC). In 1980 werden LGC's op basis van The Municipalities Act als bestuursvorm afgeschaft. De gemeente werd daarop automatisch een community om een aantal jaren later uiteindelijk een town te worden.

## Geografie
De gemeente ligt in het westen van het Great Northern Peninsula aan de noordwestkust van het eiland Newfoundland. Sally's Cove grenst aan het Nationaal Park Gros Morne en is bereikbaar via provinciale route 430.

## Demografie
Sally's Cove is met zijn vijftien inwoners de op een na kleinste gemeente van de provincie, na Tilt Cove. Sally's Cove kende de voorbij jaren verschillende demografische schommelingen, maar de langetermijntrend is, zoals in de meeste afgelegen plaatsen op Newfoundland, sterk dalend.
| Demografische ontwikkeling van Sally's Cove tussen 1991 en 2021 |
| --------------------------------------------------------------- |
|                                                                 |
| Bron: Statistics Canada (1991–1996, 2001–2006, 2011–2016, 2021) |